# Royal Rangers

Das Abzeichen der Royal Rangers, das sogenannte Royal Rangers Emblem

Die Royal Rangers (RR) [ˈrɔɪəl ˈreɪndʒəz] sind ein internationaler Jugendverband pfingstkirchlicher Prägung, der sich der Pfadfindermethode bedient und seit 1962 weltweit über 2,5 Millionen Kinder und Jugendliche erreicht haben will (Stand 2012).
In Deutschland ist die Christliche Pfadfinderschaft Royal Rangers mit nach eigenen Angaben derzeit 449 aktiven Stammposten (Ortsgruppen) und 26.769 Mitgliedern als Teil des Bundesjugendwerks des Bundes Freikirchlicher Pfingstgemeinden anerkannter Träger der freien Jugendhilfe. Der erste Stammposten ist Bremen 1 und der mit der höchsten Nummer ist Herborn 2 mit 636.
Die Dachorganisation Royal Rangers International zählt derzeit 90 Mitgliedsstaaten und etwa 200.000 junge Menschen. Der größte nationale Verband befindet sich in den USA mit nach eigenen Angaben etwa 4.500 Stammposten und 125.000 Mitgliedern.

## Inhalte

Zeltlager der deutschen Royal Rangers aus Kohten und Jurten

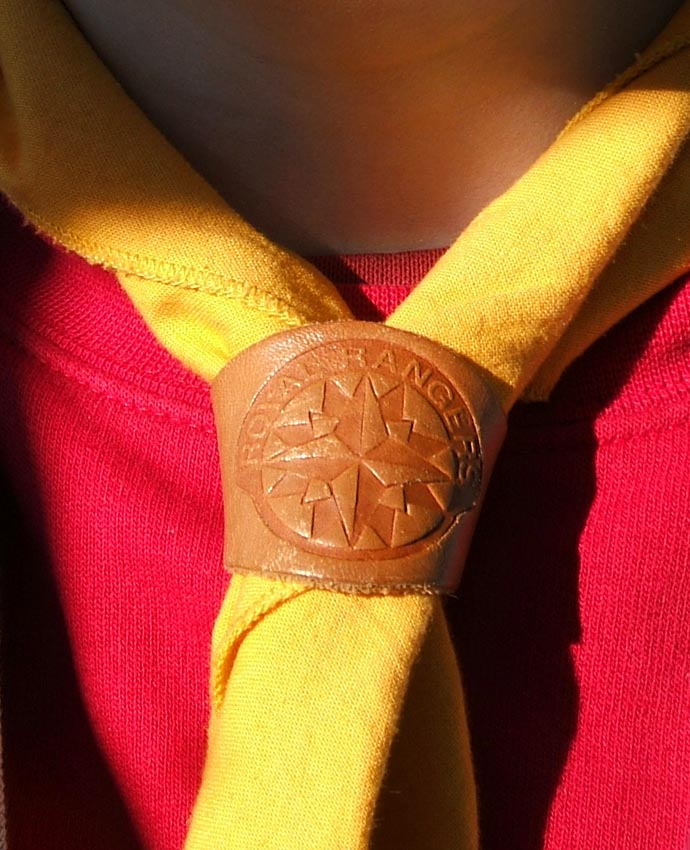
Lederknoten des zur Starter-Kluft gehörenden Halstuches eines Pfadfinders der deutschen Royal Ranger

Die Arbeit der Royal Rangers wird von zwei Aspekten geprägt: zum einen von der Pfadfindermethode und zum anderen vom christlichen Missionsauftrag. „Allzeit bereit“ lautet das Motto und steht in erster Linie für die Bereitschaft, Jesus zu dienen.
Aufgrund der Entstehung in den USA ist die Umsetzung der Pfadfindermethode bei den Royal Rangers stark von der Praxis der Boy Scouts of America geprägt. Von anderen deutschen Pfadfinderverbänden werden die Royal Rangers deshalb häufig als scoutistisch eingestuft. Durch ihr starkes Wachstum in Deutschland kam es in den letzten Jahren zu zahlreichen Kontakten mit anderen Pfadfinderverbänden und dadurch zur Übernahme von verschiedenen Elementen aus der deutschen Jugendbewegung. Deshalb unterscheiden sich die Arbeitsformen der deutschen Royal Rangers inzwischen deutlich vom amerikanischen Vorbild, das aber in vielen Elementen noch erkennbar bleibt.
Im Gegensatz zu zahlreichen außereuropäischen Verbänden arbeiten die Royal Rangers im deutschsprachigen Raum koedukativ. Das Selbstverständnis der Royal Rangers sieht „kreative Erlebnispädagogik durch Teamwork, Spaß und viel Aktion – in und mit der Natur vor. Auf diese Weise können die Pfadfinder optimal und ganzheitlich gefordert und gefördert werden.“ Mit verschiedenen Projekten setzen sich die Royal Rangers aktiv gegen Antisemitismus ein.

## Emblem
Das Abzeichen der Royal Rangers, als Royal Rangers Emblem (ugs. auch Ranger-Stern oder in Österreich und der Schweiz teilweise auch Royal Ranger Signet genannt) bezeichnet, wird von Royal Rangers als gesticktes Stoff-Abzeichen auf dem linken Arm des Fahrtenhemdes (Pfadfinderkluft) 3 cm unterhalb der Schulternaht getragen. Es zeigt eine stilisierte Windrose mit den Farben Gold, Rot und Blau. Es unterscheidet sich somit von den beiden gebräuchlichen Symbolen in der Pfadfinderbewegung, der Lilie und dem Kleeblatt, wobei die Lilie auch bei den Royal Rangers an anderer Stelle offiziell Verwendung findet. Man darf sich erst Träger des Emblems nennen, wenn man die sogenannte Emblemverleihung ablegt. Diese erfordert die Kenntnis über die Bedeutung des Emblems und die Grundlagen und Regeln der Royal Rangers. Wenn man diese erfolgreich bestanden hat, wird einem der Aufnäher persönlich vom Stammleiter (dem obersten Leiter eines Stammes) überreicht. Die wichtigste Regel der „Rangers“ ist die goldene Regel. Sie beruht auf dem Bibelvers Matthäus 7,12: „Alles, was ihr von den Menschen erwartet, das tut ihnen auch!“.
Das Royal-Rangers-Emblem wurde 1962 von John Henry Barnes, dem Gründer der Royal Rangers, entworfen. Die Idee für den Namen „Royal Rangers“ stammte jedoch nicht von Barnes, sondern von Reverend Charles Scott. Das „Royal“ im Namen bedeutet „königlich“. Es verdeutlicht, dass die Pfadfinder nur Gott, ihrem einzigen König, angehören. Im Zusammenhang mit dem Wort Ranger kann diese Bezeichnung als „königlicher Wildhüter“ verstanden werden, was auch den Aufruf an die Royal Rangers umfasst, sorgsam und wohlwollend mit der Natur als Schöpfung umzugehen.
Das Royal Rangers Emblem zeigt insgesamt 16 Zacken in verschiedenen Farben, welche eine bestimmte Bedeutung haben:
Die vier goldenen Zacken stehen für die „vier Wachstumsbereiche“ der Royal Rangers: körperlich, geistig, geistlich und gesellschaftlich. Die vier roten Zacken stellen die „vier Grundwahrheiten der Gemeinde“ dar: die Erlösung durch Jesus Christus, den Heiligen Geist als Kraftspender und Helfer, die Heilung der Menschen durch Jesus Christus und die Wiederkunft Jesu. Die acht blauen Zacken stehen für die Grundsätze der Royal Rangers. Ein Royal Ranger ist: wachsam, rein, ehrlich, tapfer, treu, höflich, gehorsam, geistlich.

## Versprechen
Ein wichtiger Bestandteil der Royal Rangers ist auch das Versprechen, welches sie bei der Emblemverleihung, auf Camps, Stammtreffen und sonstigen Veranstaltungen auswendig ablegen.
„Mit Gottes Hilfe will ich mein Bestes tun, um Gott, meiner Gemeinde und meinen Mitmenschen zu dienen, die Royal-Ranger-Regeln zu halten und die Goldene Regel zu meinem täglichen Leitspruch zu machen!“

## Geschichte
Die erste Royal-Rangers-Gruppe wurde 1962 in Springfield (Missouri), USA, durch John Henry Barnes in einer Gemeinde der Assemblies of God gegründet. Er wollte damit auf der Grundlage der Pfadfindermethode ein Programm für die Jungenarbeit in der Pfingstbewegung schaffen. Noch im selben Jahr entstand in Warren (Ohio) ein weiterer Stammposten (Outpost 2). Bereits 1966 wurden erste Gruppen außerhalb der USA (Australien und Lateinamerika) gegründet.

### Deutschland

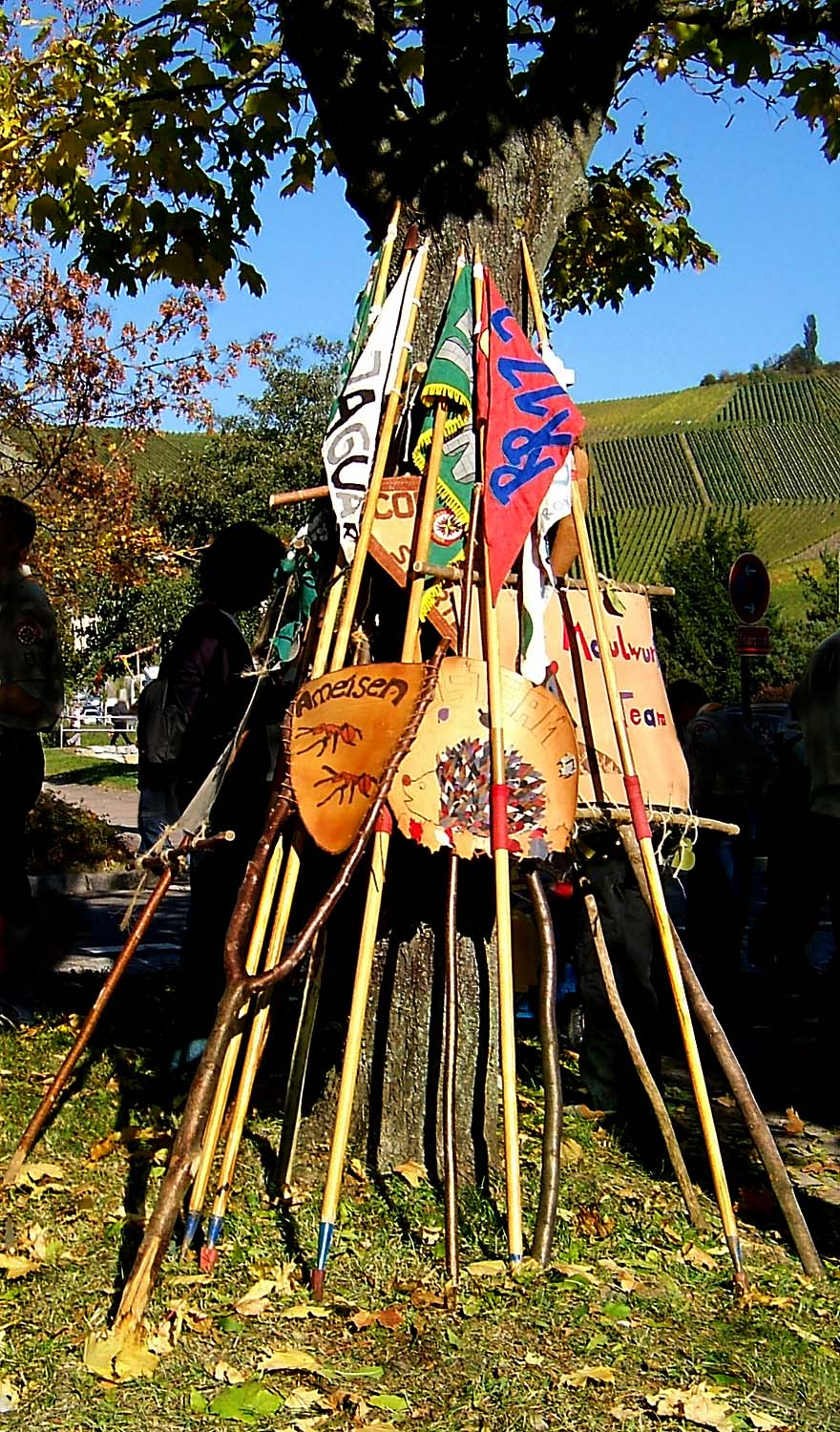
Fahnen und Banner verschiedener Teams eines deutschen Stammpostens

Im Jahre 1980 besuchte John Henry Barnes die Kirchengemeinde von Richard Breite in Bremen. Danach wurde dort ein Pilot-Programm der Royal Rangers gestartet. 1981 wurde in Bremen von Richard Breite der erste deutsche Stammposten gegründet. Das erste Nationale Trainingscamp (NTC) auf deutschem Boden wurde im gleichen Jahr auf Schloss Naumburg bei Frankfurt am Main unter Beteiligung von John Barnes, Fred Deaver und Jerry Shepert (alle aus den USA) veranstaltet. Dies war zugleich der Startschuss für die Royal Rangers Deutschland, die am 20. September 1981 gegründet wurden. Richard Breite wurde im selben Jahr zum Bundesleiter ernannt.
Während einer ersten Aufbauphase von etwa fünf Jahren entstanden in ganz Westdeutschland einzelne Gruppen. In der zweiten Hälfte der 1980er-Jahre erlebte der Verband dann einen starken Aufschwung. Im Jahr 1986 fand in Tönebön am See, Hameln, ein erstes gemeinsames Bundescamp mit 112 Rangers, 12 Stammposten unter dem Motto „Jesus für uns“ statt. Der erste Stammposten in Ostdeutschland mit der Nummer 101 wurde 1992 in Leipzig gegründet. 1993 wurde der Stammposten 100 in Berlin gegründet. 1995 wurde auf der Bundesversammlung, dem Treffen der Bundesleitung der Royal Rangers, einstimmig Gerd Ersfeld zum neuen Bundesleiter gewählt und bestätigt. 1997 fand das erste gesamtdeutsche Bundescamp unter dem Motto „Gemeinsam“ in Neufrankenroda in Thüringen mit 3.800 Teilnehmern aus 150 Stammposten statt. Zum Bundescamp 2005 unter dem Motto „Entscheidung“, das wieder in Neufrankenroda stattfand, waren mehr als 10.000 Teilnehmer gekommen. Damit wurde es zum größten Pfadfinderlager in Deutschland nach dem Zweiten Weltkrieg und zum bis dahin größten Royal-Rangers-Lager weltweit. Dies wurde im August 2014 mit dem vierten Bundescamp unter dem Motto „Aufbruch“ noch einmal deutlich übertroffen, als 14.839 angemeldete Royal Ranger sich auf dem inzwischen auf 65 Hektar angewachsenen Gelände versammelten. Im März 2008 wurde bei der Bundesversammlung in Troisdorf Peter Lehmann zum neuen Bundesleiter der Royal Rangers Deutschland gewählt.
Stand 2024 gab es in Deutschland 449 aktive Stammposten mit einer aktiven Gesamtmitgliederzahl von 26.769 Royal Rangers.
Alle acht Jahre wird eines der größten Pfadfindercamps Deutschlands veranstaltet, das Bundescamp. Zuletzt besuchten es 2022 etwa 18.000 Ranger aus Deutschland. Auch einige Stämme aus anderen Ländern waren eingeladen. Programmpunkte waren Aktivitäten wie der „Logbuchtag“ oder der „Marco-Polo-Run“.

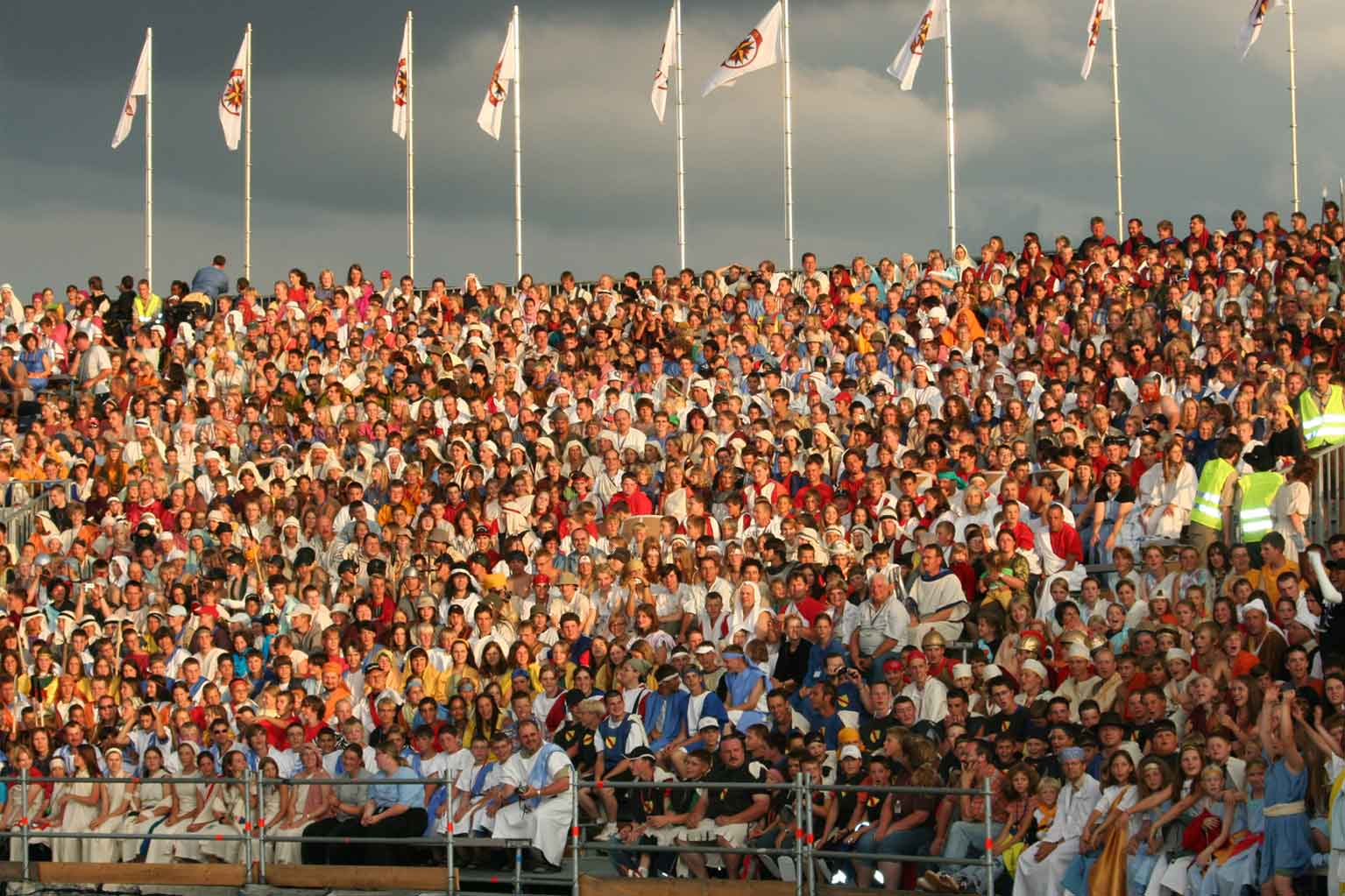
Bundescamp in Deutschland

### Schweiz
1981 war unter den Teilnehmern des oben genannten NTC auf Schloss Naumburg auch eine Gruppe aus der Schweiz. Zu ihr gehörte unter anderem Hanspeter Neck, durch dessen Initiative und Leitung im selben Jahr der Verein Royal Rangers Schweiz gegründet wurde. Dies war der „offizielle“ Startschuss für die RR-Arbeit in der Schweiz. Neck wurde im selben Jahr zum Nationalleiter der Schweiz ernannt. Zwischen 1981 und 2005 wuchs die RR-Arbeit und war in der ganzen deutschsprachigen Schweiz und im Tessin verbreitet. Im Jahr 2005 übertrug Royal Rangers International die Rechte am Emblem und dem Namen „Royal Rangers“ an die Schweizerische Pfingstmission (SPM). Der Kinder- und Jugendarbeitsverband youthnet spm vertritt die Royal Rangers im Namen der SPM innerhalb der Schweiz.
Verschiedene freikirchliche Gemeinden arbeiten mit Royal Rangers Schweiz zusammen. Die Royal-Rangers-Jungscharen sehen sich als Jungschararbeit an und grenzen sich damit von den säkularen Pfadfinderverbänden ab.
Zurzeit haben die Royal Rangers in der deutschsprachigen Schweiz rund 1.850 Mitglieder in 47 aktiven Stammposten.
Derzeitiger Nationalleiter ist Markus Hediger.

### Österreich
Hanspeter Neck kam in den 1980er-Jahren in Kontakt mit dem Schweden Sven Bengtsson, der zur damaligen Zeit Pastor der Freien Christengemeinde in Dornbirn war. Bengtsson nahm 1985 an einem NTC in der Schweiz teil. Im selben Jahr gründete er in Dornbirn den ersten Stammposten von Österreich. Erst drei Jahre später, 1988, wurde der zweite Stammposten in Bürmoos gegründet. Seit Frühling 2023 ist Manuel Deliomini Nationalleiter der Royal Rangers Österreich, zuvor hatte Edwin Deliomini diese Funktion über zwei Jahrzehnte inne und danach Gerd Wassertheurer für ein Jahrzehnt. Im August 2018 fand das „Österreich Pow Wow“ (Bundeslager) in Horn statt. Derzeit existieren in Österreich insgesamt elf aktive Stammposten, die eine Gesamtmitgliederzahl von rund 300 Mitgliedern haben.

## Strukturen
Da die Royal Rangers in einem eigenständigen internationalen Dachverband organisiert sind, ist die Mitgliedschaft des Gesamtverbandes oder eines nationalen Verbandes in der World Organization of the Scout Movement oder der World Association of Girl Guides and Girl Scouts durch deren Satzungen ausgeschlossen. Eine Teilnahme an Veranstaltungen der beiden großen Weltorganisationen wie beispielsweise dem World Scout Jamboree ist deshalb nur auf besondere Einladung möglich. Die Royal Rangers Deutschland sind Mitglied im Forum christlicher Pfadfinder (FCP) und unterstützen die Leiterausbildung der Royal-Rangers-Arbeiten anderer Länder.
Die seit 2002 bestehende Dachorganisation Royal Rangers International (RRI) gliedert sich neben den USA in fünf weltweite Regionen Afrika, Asien und der Pazifik (Asia Pacific), Europa, Eurasien, Lateinamerika und die Karibik (Latin America and the Caribbean).
Der Unterorganisation Royal Rangers Europe (RRE) sind derzeit 28 europäische Nationen mit über 25.000 Mitglieder angeschlossen; dies sind Albanien, Belgien, Bulgarien, Dänemark, Deutschland, Finnland, Frankreich, Island, Italien, Kroatien, Lettland, Luxemburg, Mazedonien, Niederlande, Norwegen, Österreich, Polen, Portugal, Rumänien, Schweden, Schweiz, Serbien, Slowakei, Slowenien, Spanien, Tschechien, Ungarn und Vereinigtes Königreich.

### Verbandsgliederung der Royal Rangers Deutschland
Der Bundesverband der „Christlichen Pfadfinderschaft Royal Rangers“ ist ein Werk des Bundes Freikirchlicher Pfingstgemeinden KdöR (BFP) mit Sitz in Erzhausen und als solches Teil des Bundesjugendwerkes des BFP. Dadurch begründet sich der Status als anerkannter Träger der freien Jugendhilfe.
Trotz der freikirchlichen Verankerung sind die Royal Rangers Deutschland kein Mitglied der Arbeitsgemeinschaft der Evangelischen Jugend (aej). Sie sind in der Arbeitsgruppe „Jungschar und Pfadfinderarbeit“ der Vereinigung Evangelischer Freikirchen (VEF) vertreten.
Organisatorisch gliedern sich die Royal Rangers Deutschland unterhalb der Bundesebene in
- 5 Distrikte,[30] die wiederum in insgesamt
- 38 Regionen[31] unterteilt sind.
- Die Haupt-/Stammposten (Ortsgruppen) bestehen aus den
- Teams (Kleingruppen), die den Sippen in anderen Pfadfinderverbänden entsprechen.

Das Bundesbüro der Royal Rangers hat seit November 2009 seinen Sitz in Winterbach in Baden-Württemberg. Vor dem Umzug im September/Oktober 2009 hatte es seinen Sitz im benachbarten Schorndorf.

### Verbandsgliederung der Royal Rangers Schweiz
Royal Rangers Schweiz ist youthnet spm untergeordnet.
Organisatorisch gliedern sich die Royal Rangers Schweiz in:
- 6 Distrikte,[32] die wiederum in insgesamt
- 17 Regionen[33] unterteilt sind.
- Die Stammposten (Ortsgruppen) bestehen aus den
- Teams (Kleingruppen) und Altersstufen, welche dem Aufbau anderer Jungscharabteilungen entsprechen.

Das Büro der Royal Rangers Schweiz hat seinen Sitz in Dietikon im Kanton Zürich.

### Verbandsgliederung der Royal Rangers Österreich
Die „Royal Ranger Österreich“ sind ein Zweig der Kinder- und Jugendarbeit der Freien Christengemeinden Österreichs.
Die Royal-Rangers-Arbeit in Österreich ist seit 1999 in Regionen untergliedert und vor Ort als Stammposten mit Teams organisiert.

### Altersstufen der Royal Rangers Deutschland
Im Programm der Royal Rangers werden sechs Altersstufen unterschieden, die in sich nochmals in Teilabschnitte gegliedert sind:
- Entdecker (4 bis 5 Jahre)
- Forscher (6 bis 8 Jahre)
- Kundschafter (9 bis 11 Jahre)
- Pfadfinder (12 bis 14 Jahre)
- Pfadranger (15 bis 17 Jahre)[35]
- Royal Ranger (ab 18 Jahre)

Mitglieder ab 18 Jahren bilden die erwachsene Leiterschaft des Verbandes. Diese wird auf zahlreichen Kursen geschult, die sowohl allgemeine Leitungsfragen wie auch Fachthemen der Pfadfinderarbeit behandeln. Unterstützt wird die erwachsene Leiterschaft von so genannten Juniorleitern, die ab einem Alter von 14 Jahren das JLTC (Junior-Leiter-Trainings-Camp) als Leiterschulung besuchen können. Ab 16 Jahren kann ein Juniorleiter ein eigenes Team leiten. Im Normalfall sollte dies jedoch unter Beobachtung eines erfahrenen Leiters stehen, da Juniorleiter aus rechtlicher Sicht keine Teams leiten dürfen. Dies darf man in Deutschland erst mit Vollendung des 18. Lebensjahres.

### Altersstufen der Royal Rangers Schweiz
Im Programm der RR werden sechs Altersstufen unterschieden, die in sich nochmals in Teilabschnitte gegliedert sind:
- Entdecker  (5 bis 6 Jahre)
- Forscher (7 bis 8 Jahre)
- Kundschafter (9 bis 11 Jahre)
- Pfadfinder (12 bis 14 Jahre)[36]
- Pfadranger (15 bis 17 Jahre)
- Royal Ranger (ab 18 Jahre)

Die Ausbildung der Leiter wird von youthnet spm organisiert und durchgeführt. Hier kann mit dem Abschließen des MLKs (Mini Leiter Kurs) im Alter von 14 Jahren in die Leiterschaft eingestiegen werden.

### Altersstufen der Royal Rangers Österreich
Es werden vier Altersstufen unterschieden:
- Forscher (6 bis 8 Jahre)
- Kundschafter (9 bis 11 Jahre)
- Pfadfinder (12 bis 14 Jahre)
- Pfadranger (15 bis 17 Jahre)[37]